# Oecanthus comma
Oecanthus comma är en insektsart som beskrevs av Walker, T.J. 1967. Oecanthus comma ingår i släktet Oecanthus och familjen syrsor. Inga underarter finns listade i Catalogue of Life.